# Torres del silenci

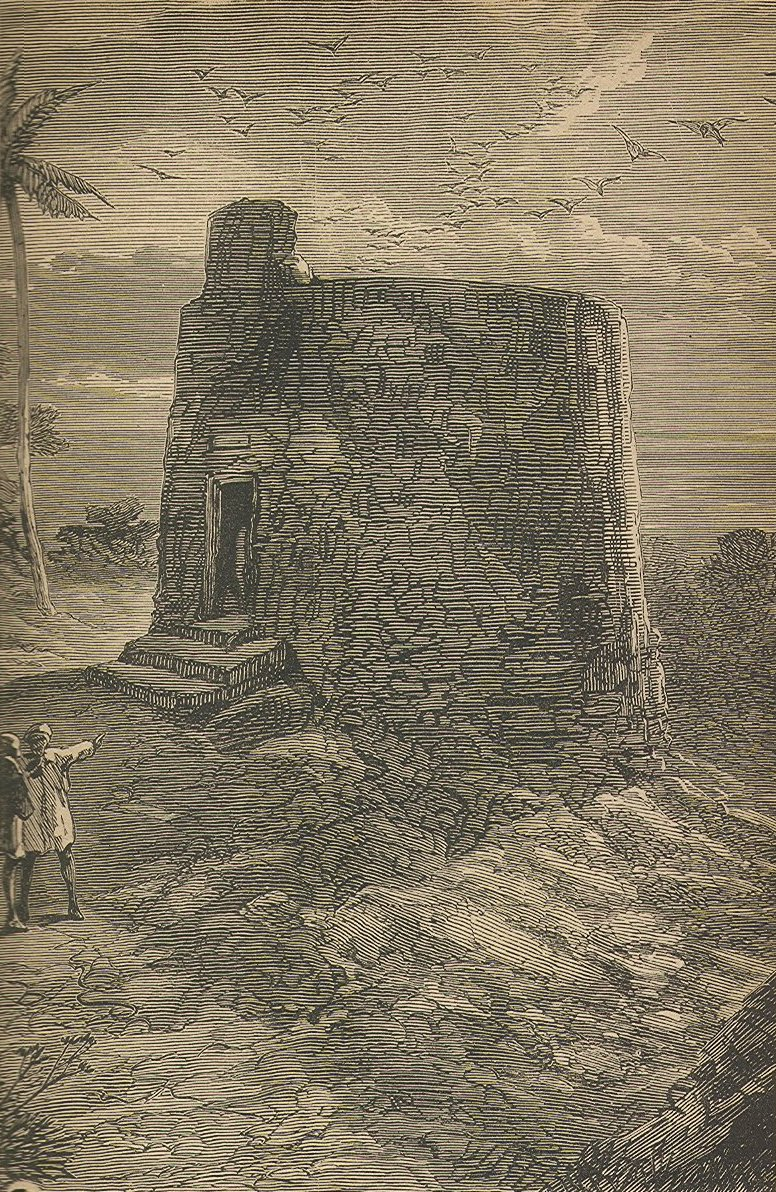
Un dibuix del de les torres del silenci de Bombai.

Les torres del silenci (també conegudes com a dakhma, dokhma o doongerwadi) són edificis funeraris de la religió zoroastriana, situats principalment a Bombai, Índia, pertanyents als parsi, i en Yazd i Kermán a l'Iran, pertanyents als zoroastristes iranians.
La religió mazdaista considera al cadàver humà com un element impur, per la qual cosa està prohibit permetre que aquests contaminin els elements clàssics de terra i foc. Per aquesta raó els cossos són portats a les torres del silenci, on la seva carn és consumida pels voltors. Una vegada que els ossos prenen el color blanc, per la intervenció del sol i del vent, són llançats a l'ossera situada en la part central de l'edifici.

## Zoroastrisme iranià
En la tradició zoroastriana iraniana, les torres del silenci són construïdes en el cim de turons o petites muntanyes en zones desèrtiques distants de centres poblats. Al començament del segle XX els seguidors d'aquesta fe van abandonar aquesta tradició i van començar a sepultar als seus morts en cementiris, i fins i tot alguns han arribat a cremar-los. L'avesta parla sobre cerimònies funeràries, però els gathas no parlen sobre cerimònies funeràries.

## Parsis

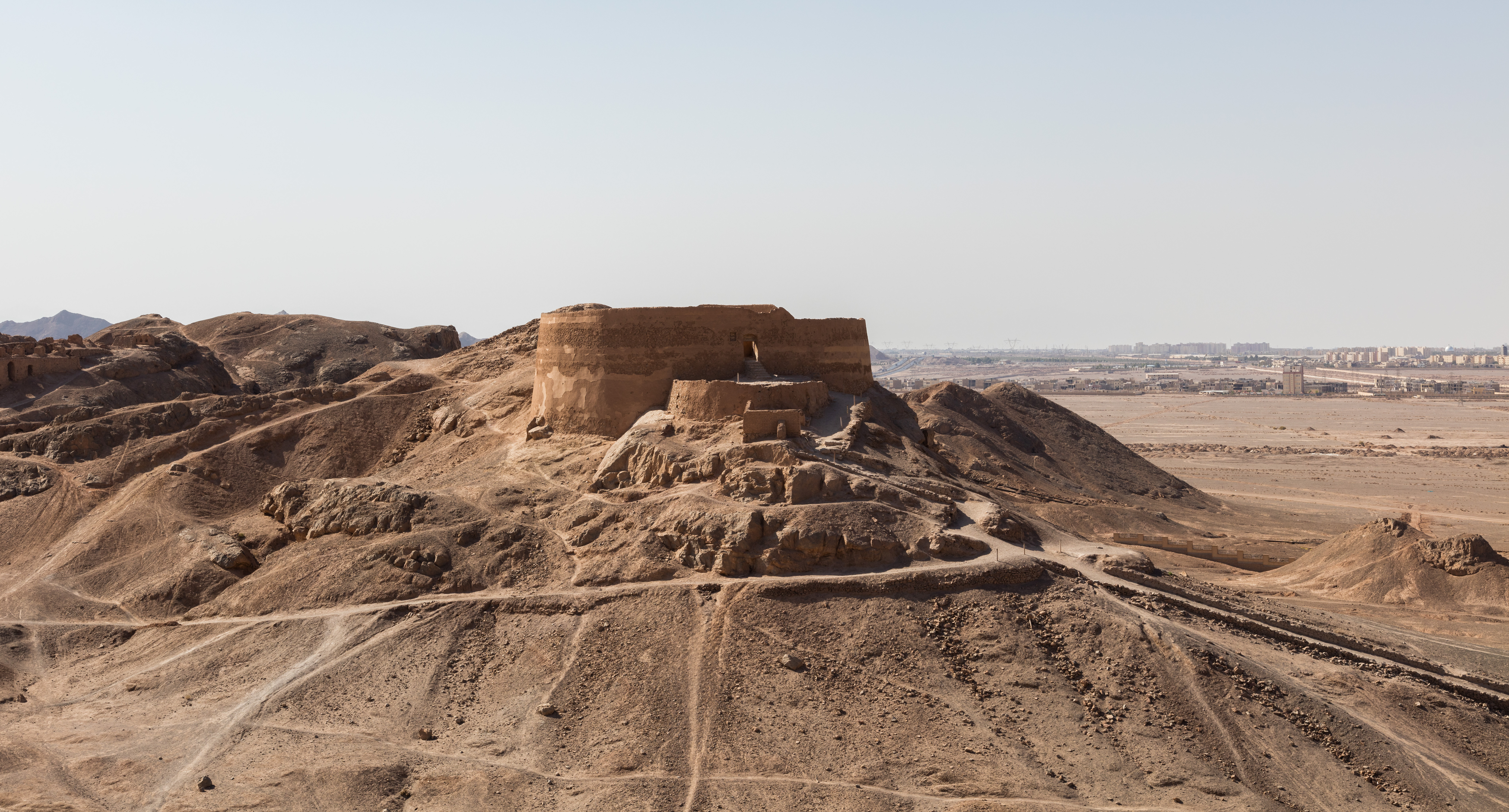
Torres del silenci als afores de la ciutat iraniana de Yezd.

Dins de la tradició dels parsis, les torres són edificis aplatats envoltats per boscos i jardins, als quals només tenen accés uns pocs i triats carregadors o portadors dels cossos. Els cossos són dipositats en aquestes torres en cadascun dels tres cercles que la componen: en la part externa els homes, en la central les dones i en la més cèntrica els nens.
En els últims anys s'ha produït un greu descens en la població de voltors en l'Índia, producte de l'ús de diclofenac, un medicament utilitzat en mamífers per reduir el dolor (inclòs l'ésser humà) el qual s'acumula en el cos com a part normal del tractament, el diclofenac ingressa llavors de manera indirecta al voltor per consumir aquest el cos del mamífer, provocant-li falla renal, l'ús del diclofenac va ser prohibit a Índia a partir del 2005 com a mesura per a protecció de l'au, la reducció en la població de voltors ha fet que entrin en la classificació d'espècies summament vulnerables.
Això ha portat a les comunitats parsis a considerar seriosament la possibilitat de dur a terme plans de reproducció assistida d'aquests animals amb la finalitat de poder continuar amb els seus ritus funeraris.